# Neurotoma
Neurotoma is een geslacht van vliesvleugelige insecten uit de familie van de spinselbladwespen (Pamphiliidae).

## Soorten
- Neurotoma fausta (Klug, 1808)
- Neurotoma iridescens (Ed. Andre, 1882)
- Neurotoma mandibularis (Zaddach, 1866)
- Neurotoma nemoralis (Linnaeus, 1758)
- Neurotoma saltuum (Linnaeus, 1758) - perespinselbladwesp